# Ibtissam Marirhi
Ibtissam Marirhi, née le 27 mai 1989, est une tireuse sportive marocaine.

## Carrière
Aux Championnats d'Afrique de tir 2011 à Salé, elle est médaillée de bronze en skeet.
Elle est médaillée d'or en skeet aux Championnats d'Afrique de tir 2015 au Caire, aux Championnats d'Afrique de tir 2019 à Tipaza et aux Jeux africains de 2019 à Rabat.
Aux Championnats d'Afrique de tir 2023 au Caire, elle est médaillée d'argent en skeet.

## Famille
Elle est la sœur Yasmine Marirhi, elle aussi tireuse sportive.